# Zeta Corvi
Zeta Corvi (ζ Crv / 5 Corvi / HD 107348) es una estrella en la constelación de Corvus, el cuervo, de magnitud aparente +5,20.
Aunque sin nombre propio habitual, parece ser que en China era conocida como Chang Sha, cuyo significado es «el largo banco de arena».
Se encuentra a 385 años luz del sistema solar.
Zeta Corvi es una estrella blanco-azulada de la secuencia principal y tipo espectral B8Vne mucho más caliente que el Sol, siendo su temperatura efectiva de 10.870 K. La n en su tipo espectral indica una absorción ancha («nebulosa») en su espectro debido a la rotación; la e indica que es una estrella Be, un tipo de estrellas que muestra líneas de emisión prohibidas de hidrógeno en su espectro, siendo Achernar (α Eridani) la representante más conocida dentro del grupo. Dicha emisión no proviene de la estrella, sino de un disco circunestelar originado por la pérdida de masa y la rápida rotación; en el caso de Zeta Corvi su velocidad de rotación es igual o mayor de 195 km/s. Su luminosidad es 162 veces superior a la del Sol y su radio es 3,6 veces más grande que el radio solar.
Una acompañante a 11,2 segundos de arco forma una doble óptica con Zeta Corvi. Es una estrella de tipo F6III cuya separación en 57 años ha aumentado 6,4 segundos de arco.